# Fissidens adianthoides
A Fissidens adianthoides egy hasadtfogúmoha faj a Fissidentaceae lombosmoha családból.

## Jellemzői
A Fissidens adianthoides nagy méretű, 5–10 cm magas, sötét-, barnászöld színű növény, mely laza gyepeket alkotva nő. A hajtásai lehetnek elágazók, levelei, mint a hasadtfogúmoháknál megszokott, két sorban állnak. A levelek nyelv vagy lándzsás alakúak. A hegyes levélcsúcs széle szabálytalanul fogazott. Az alsó levélhüvelyes rész hosszabb mint a felső egyszeres levéllemez. A levélér közvetlenül a csúcs alatt végződik, nem fut ki.
A levéllemez egysejtréteg vastag, a sejtek kerekdedek 12-20 mikrométer átmérőjűek. A levél szélén 2-4 sejtsor szélességben halványabb szegély látható, ezeknek a sejteknek a sejtfala vastagabb mint a többi sejté.
A seta vöröses, 3 cm hosszú, a hajtás közepéről ered. A spóratok enyhén íves, ferdén áll a toknyélen. A tokfedő csőrös, a csőr ferde állású. A spórák szinte teljesen simák, vagy csak nagyon finoman papillázottak, 14-24 mikrométer átmérőjűek. Spóratokot gyakran fejleszt késő ősztől kora tavaszig.
A növények kétlakiak, de néha egylakiak is lehetnek.

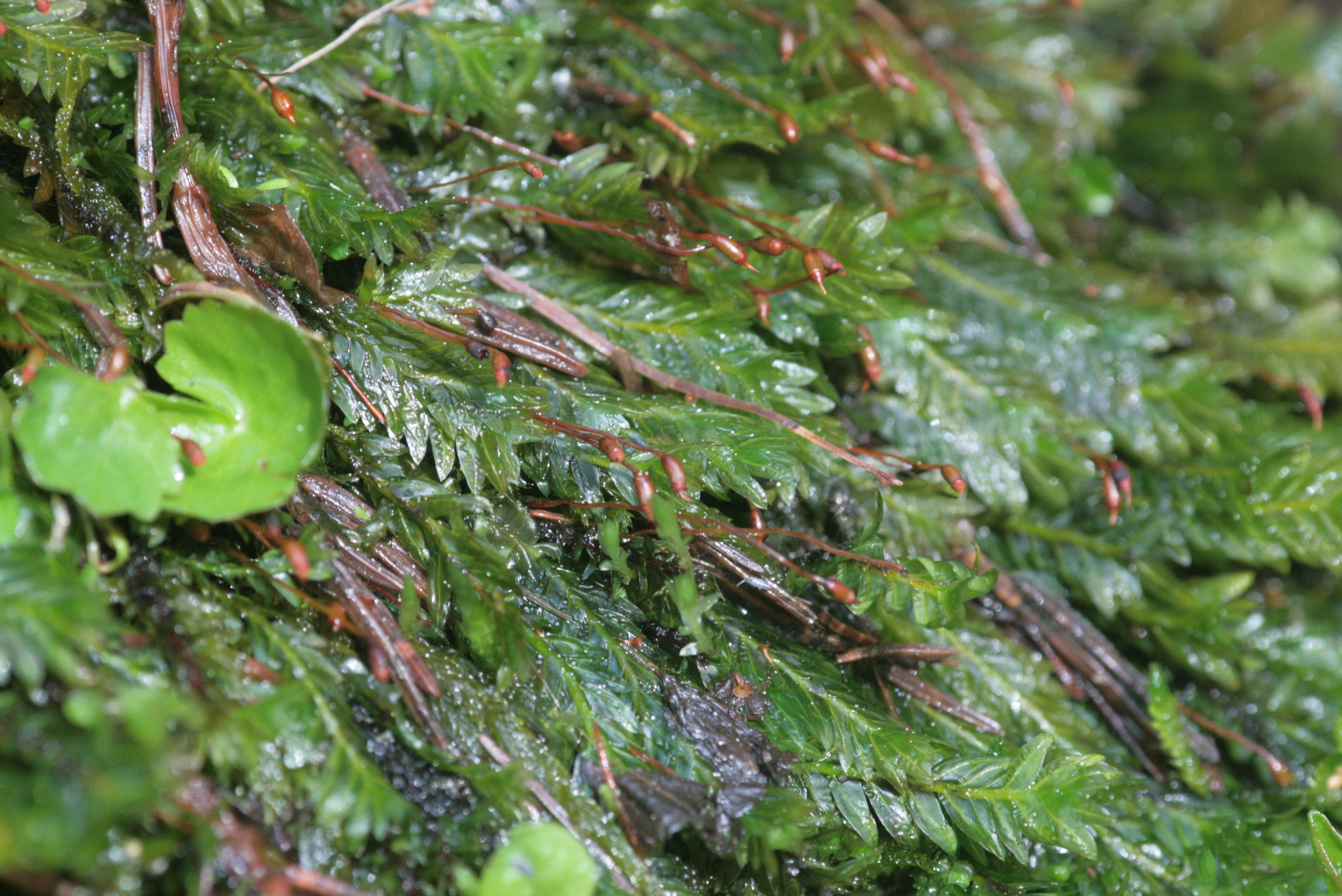
Habituskép
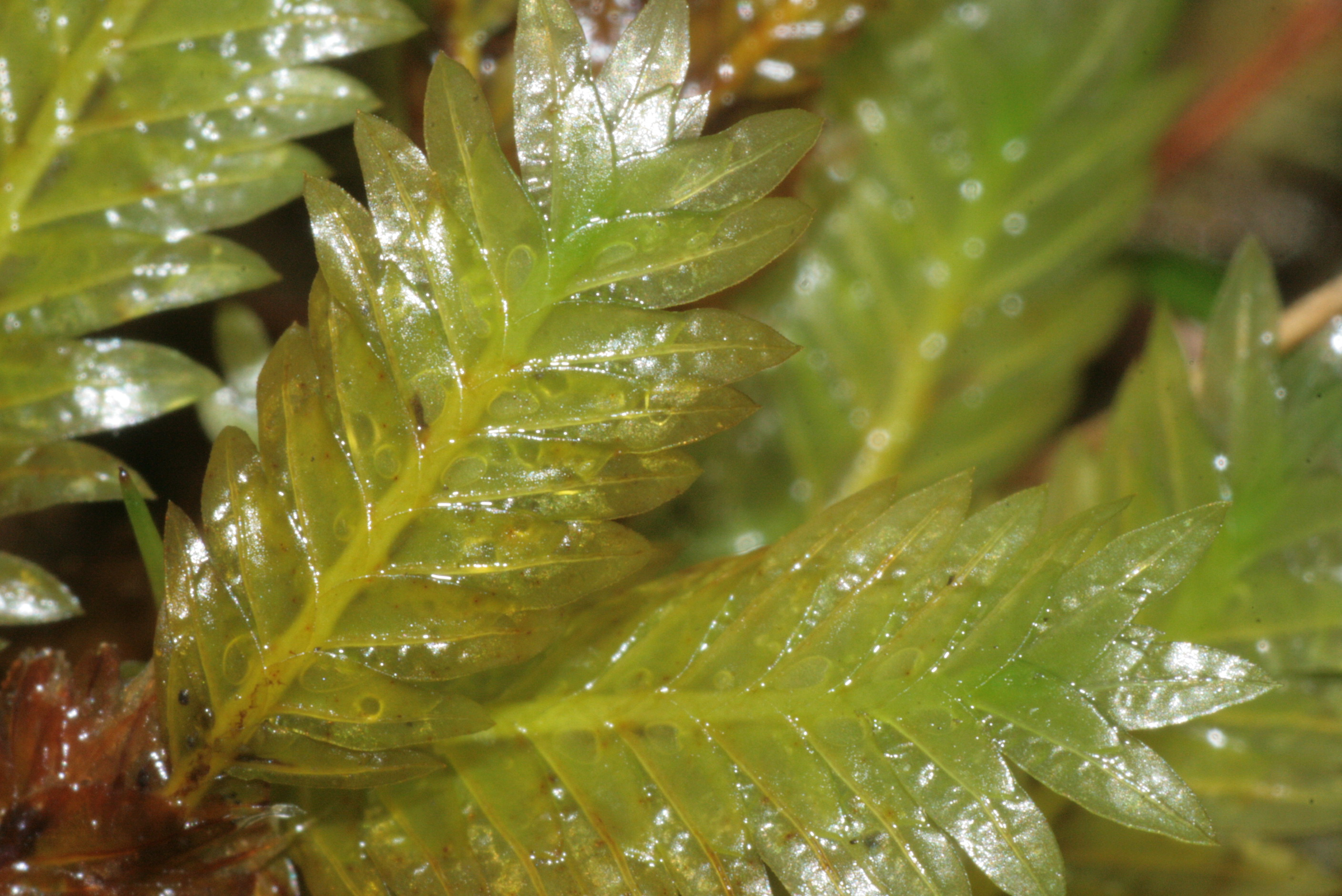
A növénykék közelről
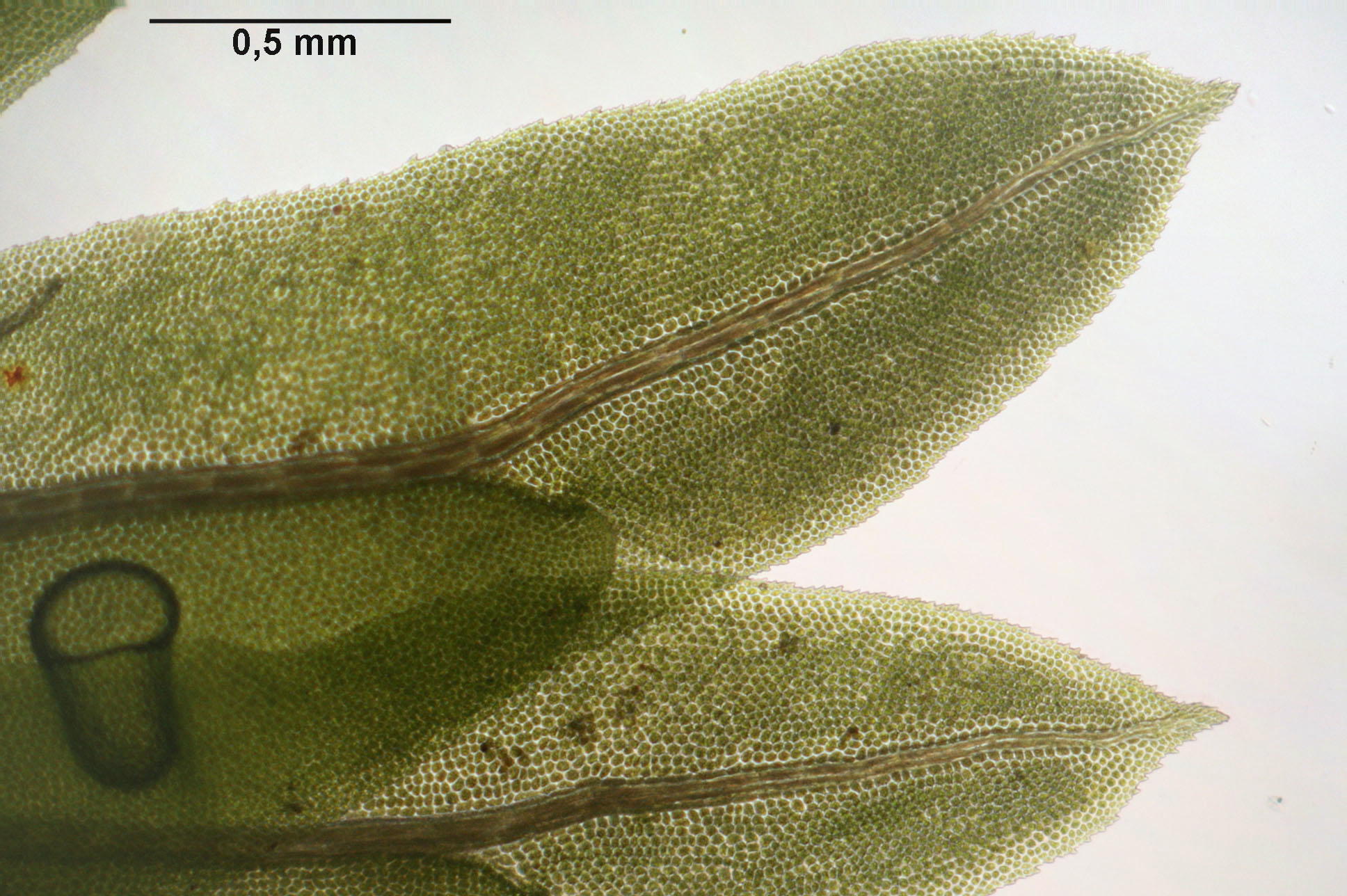
A levelek mikroszkópikus képe
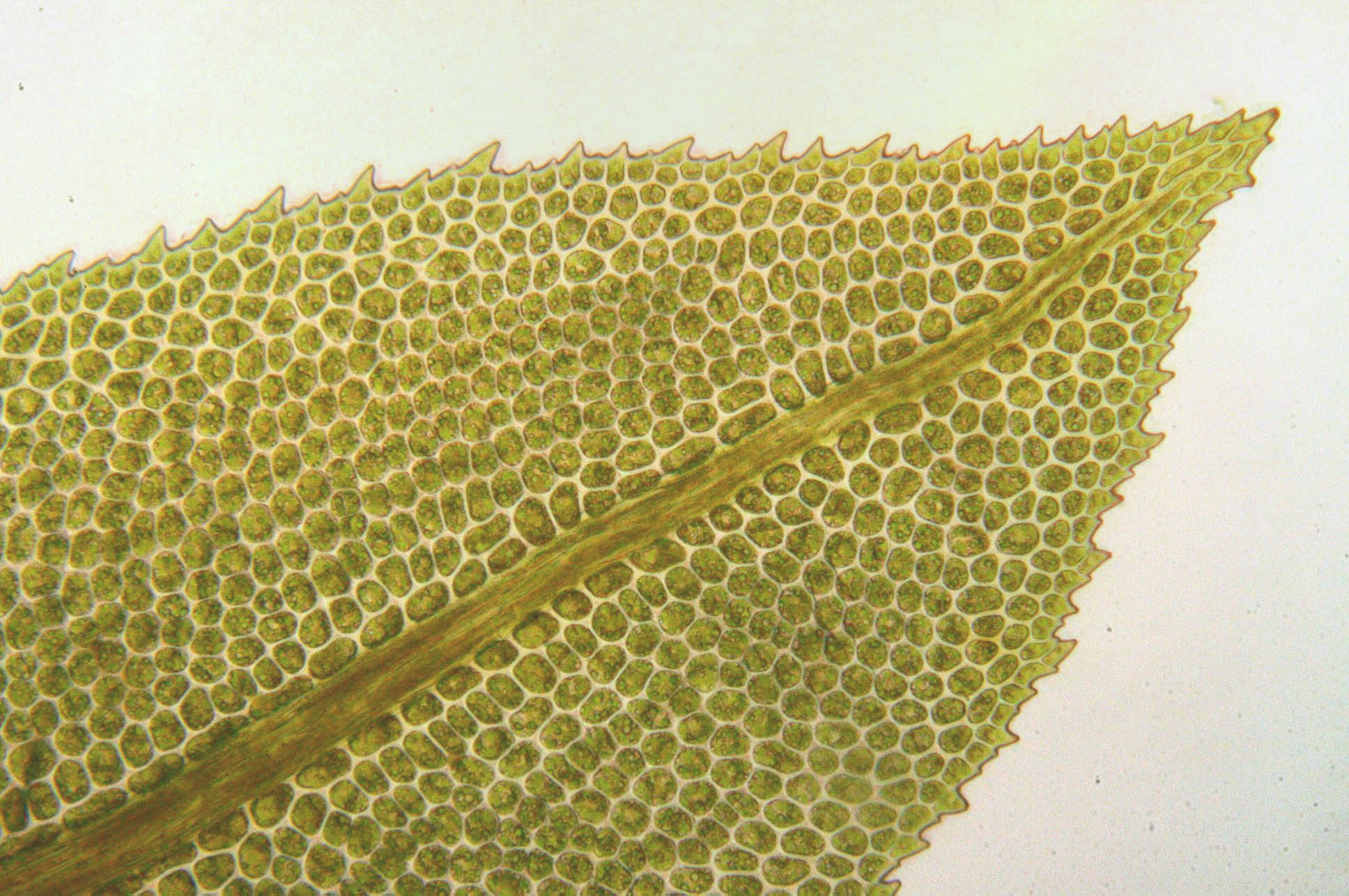
Erősen csipkés szélű levélcsúcs

## Élőhelye, elterjedése
Nedvességet kedvelő mohafaj. Főleg meszes, de enyhén savas talajon is megél félárnyékos helyeken, vízparton él: Mocsarak, lápok, nedves rétek, árkok, patakok, források, vízesések az élőhelyei.
Európán kívül megtalálható még Ázsiában, Észak-Afrikában, Észak és Dél-Amerikában, Ausztráliában és Új-Zélandon is. Közép-Európában elterjedt a sík és hegyvidéki, szubalpin területeken, de nem gyakori faj. Magyarországon is megtalálható, de nem gyakori, a hazai vöröslista szerint veszélyeztetettséghez közel álló faj (NT).
A vizes élőhelyek (láprétek, mocsárrétek) eltűnése miatt sajnos a faj elterjedése visszaszorulóban van, egyre veszélyeztetett Magyarországon is.

## Hasonló fajok
A Fissidens adianthoides ez egyik legnagyobb termetű európai hasadtfogú mohafaj. A Fissidens dubius hasonló megjelenésű, de kisebb termetű faj, a levél sejtjei is kisebbek, és két sejtrétegből álló kis szigetek vannak a levéllemezen.

## Fordítás
- Ez a szócikk részben vagy egészben  a   Haarfarnähnliches_Spaltzahnmoos című német Wikipédia-szócikk ezen változatának fordításán alapul.  Az eredeti cikk szerkesztőit annak laptörténete sorolja fel. Ez a jelzés csupán a megfogalmazás eredetét és a szerzői jogokat jelzi, nem szolgál a cikkben szereplő információk forrásmegjelöléseként.